# إدسون ألميدا
إدسون ألميدا هو لاعب كرة قدم موزمبيقي، ولد في 28 يناير 1994 في نامبولا في موزمبيق. لعب مع ليغا موكولمانا مابوتو ونادي أونياو دا ماديرا.

## وصلات خارجية
- إدسون ألميدا على موقع قاعدة بيانات كرة القدم.إي يو (الإنجليزية)
- إدسون ألميدا على موقع ناشيونال فوتبول تيمز (الإنجليزية)
- إدسون ألميدا على موقع Soccerway.com (الإنجليزية)
- إدسون ألميدا على موقع AS.com (الإسبانية)